# Eleição presidencial em Belarus em 2025
Eleições presidenciais foram realizadas em Belarus em 26 de janeiro de 2025, sob os termos da Constituição daquele país, onde o presidente é eleito através do voto direto para um mandato de cinco anos.
Durante as eleições, opositores ao governo de Aleksandr Lukashenko alegaram opressão política, afirmando que candidatos de oposição foram impedidos de concorrer e meios comunicação independentes foram suprimidos. Oficialmente, além de Lukashenko, haviam outros quatro candidatos concorrendo no pleito: três filiados a partidos alinhados ao governo e uma quarta candidata que se declarou como opositora, embora alguns a tenham acusado de ter uma candidatura fantoche.
Pesquisas de boca das urnas indicaram a vitória decisiva de Lukashenko a frente de todos os outros candidatos. Enquanto, entre os países ocidentais, as eleições foram criticadas e acusadas de serem uma farsa pelos meios de comunicação e líderes políticos, como Kaja Kallas, chefe da política externa da União Europeia, que acusou o pleito de não ter sido "nem livre, nem justo". A Organização para a Segurança e Cooperação na Europa foi convidada pelo governo belarusso para monitorizar a votação, mas não enviou observadores.

## Antecedentes
Em 2020, manifestantes organizaram protestos após Aleksandr Lukashenko ter sido declarado vencedor na eleição presidencial daquele ano. Posteriormente, a política da oposição Sviatlana Tsikhanouskaya afirmou ter vencido as eleições e, em seguida, deixou o país. No autoexílio, Tsikhanouskaya formou um governo, consistindo em um Conselho de Coordenação, criado em agosto de 2020, e um Gabinete de Transição Unido, criado em agosto de 2022.
Em 17 de agosto de 2020, Lukashenko declarou que as próximas eleições presidenciais poderiam ser realizadas antes de 2025 se uma nova constituição fosse adotada. Tsikhanouskaya declarou que estava pronta para liderar um governo de transição e realizar eleições antecipadas. Lukashenko afirmou que, caso uma nova constituição fosse adotada, ele deixaria o cargo.
Em 23 de outubro de 2024, a Comissão Eleitoral Central de Belarus anunciou que as eleições seriam realizadas em 26 de Janeiro de 2025, com um potencial segunda turno em 12 de Fevereiro do mesmo ano, caso não fosse obtido o número mínimo de votos para um candidato ser empossado.
Em 6 de novembro de 2024, a organização Centro de Direitos Humanos "Viasna" acusou as autoridades belarussas de realizar detenções de diversas pessoas em uma mesma semana, muitas delas ligadas a salas de bate-papo online.

### Não reconhecimento
Em 23 de outubro de 2024, no mesmo dia em que a Comissão Eleitoral Central anunciou as eleições, Tsikhanouskaya e seu governo no exílio declararam que considerariam as eleições inválidas a menos que "todos os presos sejam libertados, que todos os belarussos possam votar, independentemente do local ou país de residência, e fosse garantida a liberdade de reunião e a igualdade de acesso aos meios de comunicação". Mais tarde, Tsikhanouskaya chamou a eleição de "farsa" e defendeu que a população boicotasse o pleito, mas desaconselhou protestos "até um momento de possibilidade real".
Em novembro, o ministro das Relações Exteriores da Estônia, Margus Tsahkna, declarou que a eleição não seria reconhecida por seu país, pois foi, segundo ele, "organizada em uma atmosfera de terror e não atenderia aos princípios democráticos". Em dezembro, outro funcionário do mesmo ministério confirmou o não reconhecimento. Em 9 de janeiro de 2025, Małgorzata Kidawa-Błońska, marechal do Senado Polonês, declarou que a câmara alta polonesa não reconheceria a eleição afirmando que "a eleição não pode ser considerada livre devido à prisão da opositores". Em 22 de janeiro, o Parlamento Europeu apelou que a União Europeia, e seus Estados-membros, não reconhecesse Lukashenko como presidente, afirmando que "todo o regime belarusso é ilegítimo" e "ao contrário de 2020, agora há apenas 'candidatos' pro forma".
O então secretário de Estado dos Estados Unidos, Antony Blinken, disse que "as eleições não podem ser livres nem justas em um local onde a censura é onipresente e não existem meios de comunicação independentes". Em 24 de janeiro, o relator da Assembleia Parlamentar do Conselho da Europa, Ryszard Petru, afirmou que as eleições careceram de debate, de livre escolha e de transparência, o que significa que "não podem e nem irão cumprir os padrões internacionalmente reconhecidos de justiça e legitimidade". A Comissão Europeia acusou a votação de ser "uma farsa total", com a porta-voz dos Negócios Estrangeiros, Anitta Hipper, afirmando que "não são eleições quando já se sabe quem vai ganhar". Em 25 de janeiro, a chefe da política externa da União Europeia, Kaja Kallas, afirmou que a eleição era uma "farsa", acrescentando que "Lukashenko não tem qualquer legitimidade". A União Europeia tentou emitir uma declaração conjunta rejeitando a legitimidade das eleições, mas a Hungria se opôs e vetou.

## Candidatos
Em 25 de fevereiro de 2024, dia das eleições parlamentares, Aleksandr Lukashenko anunciou sua intenção de concorrer a um sétimo mandato. Sua candidatura, apresentada por iniciativa coletiva, foi aceita pela Comissão Eleitoral Central em 29 de outubro do mesmo ano. No mesmo dia, as candidaturas de Aliaxandar Drazdou e Yuri Gubarevich, líderes do movimento Por Liberdade, foram recusadas por "violar o procedimento padrão de apresentação de documentos". No mês sequente, em 4 de novembro, mais dois candidatos foram rejeitados sob diferentes motivações, Diana Kovaleva e Viktor Kulesh, enquanto outros três candidatos foram autorizados iniciar o procedimento de colheita de assinaturas, onde é obrigatório atingir o número de 100 000 para realizar o registro oficial e ser registrado na cédula eleitoral. Portanto, até este momento, o número total de candidatos foi elevando para sete. Entre eles, Sergei Syrankov, do Partido Comunista de Belarus, Oleg Gaidukevich, do Partido Liberal Democrático, e a ex-porta-voz da Ministério do Interior, Olga Chemodanova. Em 12 de novembro, dois candidatos abandonaram as suas candidaturas e declararam apoio a Lukashenko, Chemodanova e Siarhei Bobrykau. No início de dezembro esgotou-se o tempo para obter as 100 000 assinaturas obrigatórias e, portanto, foi publicizado que cinco candidatos haviam obtido o número mínimo:
| Candidatos concorrentes na eleição | Candidatos concorrentes na eleição                 | Candidatos concorrentes na eleição                                                                                          | Candidatos concorrentes na eleição | Candidatos concorrentes na eleição | Candidatos concorrentes na eleição |
| Candidato                          | Partido político                                   | Posição atual ou anterior                                                                                                   | Assinaturas obtidas                | Assinaturas consideradas válidas   | Porcentagem                        |
| ---------------------------------- | -------------------------------------------------- | --- | ---------------------------------- | ---------------------------------- | ---------------------------------- |
| Aleksandr Lukashenko               | Independente                                       | Presidente de Belarus (1994–present)                                                                                        | 2 528 946                          | 2 518 145                          | 99,60%                             |
| Oleg Gaidukevich                   | Partido Liberal Democrático                        | Líder do PLD (2019–present) Deputado da Câmara dos Representantes (2019–present)                                            | 147 086                            | 134 472                            | 91,42%                             |
| Sergei Syrankov                    | Partido Comunista de Belarus                       | Primeiro-secretário do Comitê Central do Partido Comunista (2024–present) Deputado da Câmara dos Representantes (2019–2024) | 127 759                            | 125 577                            | 98,29%                             |
| Hanna Kanapatskaya                 | Independente (anteriormente, Partido Cívico Unido) | Deputada da Câmara dos Representantes (2016–2019)                                                                           | 123 973                            | 121 077                            | 97,66%                             |
| Aleksandr Khizhnyak                | Partido Republicano do Trabalho e da Justiça       | Líder do PRTJ (2022–present) Membro do Conselho Municipal da Cidade de Minsk (2018–present)                                 | 114 824                            | 112 779                            | 98,22%                             |

## Campanha
Durante sua campanha, Syrankov apoiou a reconstrução de monumentos a Josef Stalin em Belarus e usou como slogan "Não 'em vez de', mas junto com Lukashenko!". Em entrevista à BBC, ele disse que "não há alternativa a Aleksandr Lukashenko como líder do nosso país", acrescentando que "estamos participando da eleição com a equipe do presidente". Ele também disse que Lukashenko era o "principal comunista" do país. Da mesma forma, Gaidukevich disse que “é óbvio que Lukashenko vencerá” e instou os outros candidatos a “causar ânsia aos inimigos de Lukashenko”. Khizhnyak, por sua vez, prometeu evitar uma “repetição dos distúrbios”, fazendo referência às manifestações ocorridas após as eleições presidenciais de 2020. Já a candidata Kanapatskaya se apresentou como a “única alternativa democrática a Lukashenko” e prometeu "liberdade a presos políticos", ao mesmo tempo que alertou seus apoiantes contra “excessos”. Ela afirmou que "não brigo com policiais porque é um crime. Mas isso não significa que apoio as políticas da atual liderança do país".

## Pesquisas de opinião
Diferentes pesquisas foram realizadas entre 2020 e 2021. Com isso, diferentes candidatos foram incluídos, inclusive alguns que não chegaram a concorrer oficialmente no pleito.
| Data                                   | Agência       | Viktar Babaryka | Aleksandr Lukashenko | Pavel Latushko | Valery Tsepkalo | Sviatlana Tsikhanouskaya | Syarhey Rumas | Sergei Tikhanovsky | Maria Kalesnikava | Vladimir Makei | Zianon Pazniak | Andrey Dmitriyeu | Anatol Liabedzka | Vladimir Karanik | Maxim Znak | Veranika Tsapkala | Natalya Kochanova | Yury Karayeu | Kiryl Rudy | Mikola Statkevich | Outros                                       |
| -------------------------------------- | ------------- | --------------- | -------------------- | -------------- | --------------- | ------------------------ | ------------- | ------------------ | ----------------- | -------------- | -------------- | ---------------- | ---------------- | ---------------- | ---------- | ----------------- | ----------------- | ------------ | ---------- | ----------------- | -------------------------------------------- |
| 1 a 10 de novembro de 2021             | Chatham House | 19%             | 27%                  | 4%             | 4%              | 6%                       | 3%            | 3%                 | 3%                | -              | -              | -                | -                | -                | -          | -                 | -                 | -            | -          | -                 | -                                            |
| 1 a 10 de novembro de 2021             | Chatham House | 30%             | 30%                  | 11%            | 8%              | 10%                      | 5%            | 8%                 | 8%                | 4%             | -              | -                | -                | -                | -          | -                 | -                 | -            | -          | -                 | -                                            |
| 23 de julho a 3 de agosto de 2021      | Chatham House | 22%             | 27%                  | 4%             | 3%              | 6%                       | 3%            | 2%                 | 2%                | 1%             | 2%             | 2%               | -                | -                | -          | -                 | -                 | -            | -          | 1%                | -                                            |
| 23 de julho a 3 de agosto de 2021      | Chatham House | 33%             | 28%                  | 10%            | 8%              | 13%                      | 6%            | 7%                 | 7%                | 2%             | 2%             | 3%               | -                | -                | -          | -                 | -                 | -            | -          | 2%                | -                                            |
| 20 a 30 de abril de 2021               | Chatham House | 25%             | 23%                  | 8%             | 3%              | 4%                       | 3%            | 3%                 | 2%                | 1%             | 1%             | 1%               | -                | -                | -          | -                 | -                 | -            | -          | 2%                | -                                            |
| 20 a 30 de abril de 2021               | Chatham House | 33%             | 25%                  | 14%            | 9%              | 10%                      | 8%            | 8%                 | 8%                | 2%             | 2%             | 2%               | -                | -                | -          | -                 | -                 | -            | -          | 4%                | -                                            |
| 12 de janeiro a 8 de fevereiro de 2021 | Ecoom         | 2,5%            | 66,5%                | 1,3%           | -               | 1,5%                     | 0,4%          | -                  | -                 | 2,4%           | -              | -                | -                | -                | -          | -                 | 4,4%              | -            | -          | -                 | Roman Golovchenko 3,8% Oleg Gaidukevich 1,9% |
| 14 a 20 de janeiro de 2021             | Chatham House | 28.8%           | 27,4%                | 12,1%          | 3,7%            | 4,0%                     | 4,3%          | 5,8%               | 4,2%              | 2,3%           | 1,3%           | 1,3%             | 0,1%             | 0,6%             | 0,3%       | 0,1%              | 0,4%              | 0,1%         | -          | 2,1%              | Paval Sieviaryniec 1,0%                      |
| 14 a 20 de janeiro de 2021             | Chatham House | 35.3%           | 23,9%                | 18,3%          | 9,6%            | 11,2%                    | 7,3%          | 8,6%               | 8,2%              | 4,4%           | 2,4%           | 2,1%             | 0,6%             | 1,3%             | 0,7%       | 0,8%              | 1,3%              | 1,1%         | 0,1%       | 4,2%              | Paval Sieviaryniec 1,4% Maksim Bogrecov 0,4% |
| 13 a 18 de novembro de 2020            | Chatham House | 31.7%           | 24,2%                | 14,2%          | 7,0%            | 6,2%                     | 4,4%          | 3,3%               | 3,2%              | 1,7%           | 1,4%           | 1,0%             | 0,4%             | 0,4%             | 0,1%       | 0,1%              | 0,1%              | 0,1%         | 0,1%       | -                 | Ivonka Survilla 0,0%                         |
| 13 a 18 de novembro de 2020            | Chatham House | 38.2%           | 20,8%                | 20,3%          | 12,1%           | 9,9%                     | 7,2%          | 5,9%               | 7,5%              | 2,5%           | 2,4%           | 1,5%             | 0,7%             | 0,6%             | 0,7%       | 0,5%              | 1,2%              | 0,5%         | 0,4%       | -                 | Ivonka Survilla 0,1%                         |

## Resultado
De acordo com uma pesquisa de boca de urna, a eleição contou com o comparecimento de 82% dos eleitores, e Lukashenko venceu com quase 88% dos votos.
Os resultados oficiais, mais tarde disponibilizados, oficializaram Lukashenko como vencedor com 86,82% dos votos válidos, 5 136 995. Em segundo lugar ficou Sergei Syrankov, do Partido Comunista de Belarus, que recebeu 189 930 votos, 3,23%. Portanto, a necessidade de segundo turno foi descartada.
| Candidato                                               | Candidato                          | Partido                                      | Votos     | %     |
| ------------------------------------------------------- | ---------------------------------- | -------------------------------------------- | --------- | ----- |
|                                                         | Aleksandr Lukashenko               | Independente                                 | 5 136 995 | 86,82 |
|                                                         | Sergei Syrankov                    | Partido Comunista de Belarus                 | 189 930   | 3,21  |
|                                                         | Oleg Gaidukevich                   | Partido Liberal Democrático                  | 119 520   | 2,02  |
|                                                         | Hanna Kanapatskaya                 | Independente                                 | 110 053   | 1,86  |
|                                                         | Aleksandr Khizhnyak                | Partido Republicano do Trabalho e da Justiça | 102 953   | 1,73  |
|                                                         | Contra todos                       | —                                            | 213 006   | 3,60  |
| Total                                                   | Total                              | Total                                        | 5 872 457 | 100   |
| Votos válidos                                           | Votos válidos                      | Votos válidos                                | 5 872 457 | 99,25 |
| Votos inválidos/cédulas em branco                       | Votos inválidos/cédulas em branco  | Votos inválidos/cédulas em branco            | 44 377    | 0,75  |
| Total de votos                                          | Total de votos                     | Total de votos                               | 5 916 834 | —     |
| Eleitores registrados/participação                      | Eleitores registrados/participação | Eleitores registrados/participação           | 6 903 994 | 85,70 |
| Fonte: Comitê Eleitoral Central da República de Belarus |                                    |                                              |           |       |

## Protocolo
A Organização para a Segurança e Cooperação na Europa foi convidada pelo governo belarusso para monitorizar a votação, mas não enviou observadores. O Comitê Eleitoral Central afirmou que não disponibilizaria urnas no exterior em razão da diminuição no número de funcionários diplomáticos estrangeiro. Opositores fora do país afirmaram que a decisão os impediu de exercer o direito do voto. Muitos deles deixaram o país após as manifestações ocorridas no ano de 2020. A votação antecipada começou em 21 de janeiro de 2025, e a participação eleitoral atingiu 41,81% em 26 de janeiro. Opositores acusaram que, durante a votação antecipada, urnas foram deixadas sem vigilância, abrindo brechas para irregularidades.

## Reconhecimento internacional

### Apoio
A Organização do Tratado de Segurança Coletiva, a Comissão Econômica Eurasiática, a Organização para Cooperação de Xangai, o bispo e primaz da Igreja Ortodoxa, Cirilo I de Moscou, o primeiro-ministro do Paquistão, Shehbaz Sharif, e os presidentes da Rússia, Vladimir Putin, da China, Xi Jinping, do Vietnã, Lương Cường, do Azerbaijão, Ilham Aliyev, do Tajiquistão, Emomali Rahmon, do Uzbequistão, Shavkat Mirzioev e do Cazaquistão, Kassym-Jomart Tokayev, felicitaram Lukashenko pela vitória eleitoral, alguns através de ligação telefônica direta, como foi o caso dos chefes de Estado russo, azerbaijano e cazaque.

### Oposição
Kaja Kallas, chefe de Política Externa da União Europeia, acusou a eleição de ser "um flagrante afronte à democracia", a opositora Sviatlana Tsikhanouskaya disse que a eleição era "uma farsa sem sentido, um ritual de Lukashenko" e os governos do Reino Unido e do Canadá anunciaram que iriam impor novas sanções contra Belarus em razão da eleição que os dois países, em conjunto, classificaram como "fraudulenta".